# Rittergut Uenglingen

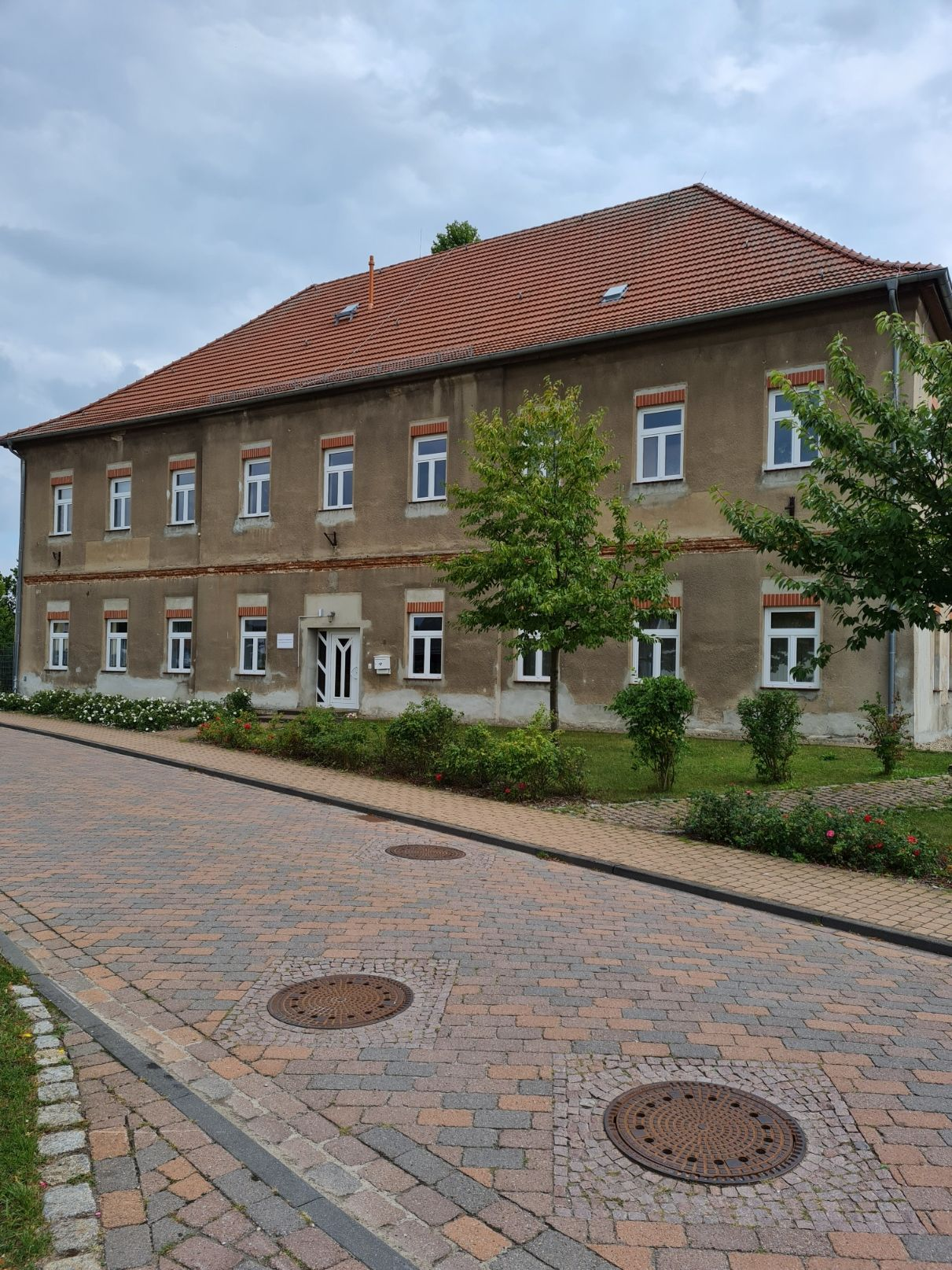
Herrenhaus Uenglingen

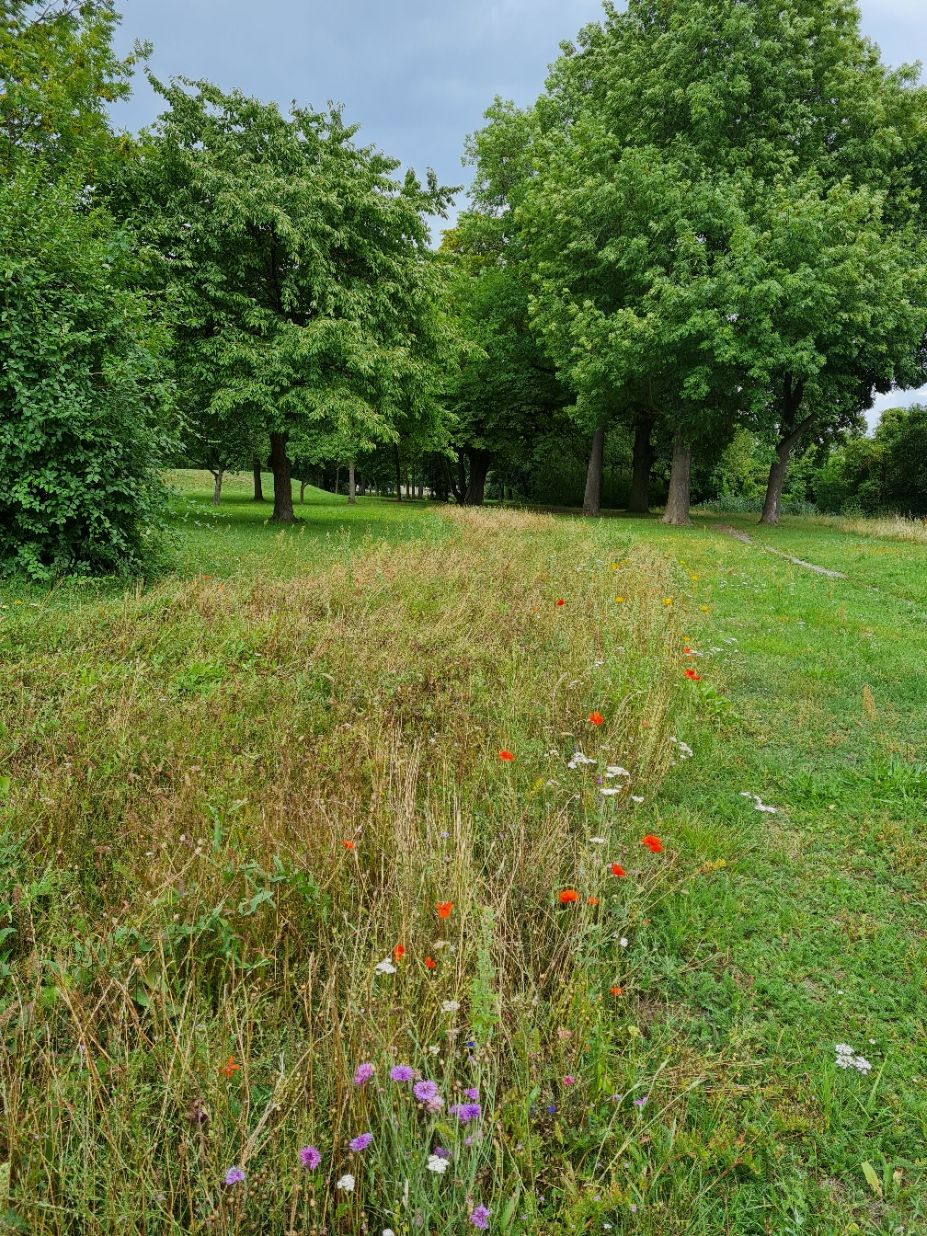
Park am Gut

Das Rittergut Uenglingen ist ein ehemaliges Rittergut in Uenglingen, einem Ortsteil der Kreisstadt Stendal im Norden von Sachsen-Anhalt. Das Herrenhaus (Zum Gutshof 1) ist als Kulturdenkmal ausgewiesen.

## Geschichte
Von 1375 bis Ende des 19. Jahrhunderts war das Gut zeitweise im Besitz der Familie von Bismarck, einer alten Stendaler Patrizierfamilie. Von 1466 bis zum Aussterben der altmärkischen Linie derer von Schwartzkopf im Jahre 1696 gehörte das Rittergut zum Besitz derer von Schwartzkopf. Danach wechselten die Besitzer des Rittergutes mehrmals, bis das Gut in den Besitz der Familie von Grumbkow kam. Diese veräußerte das Gut im Jahre 1707 an Augustus II. von Bismarck (1666–1732). Nun blieb das Gut über mehrere Generationen im Besitz der Familie von Bismarck, von denen einige Familienmitglieder auch auf dem Gut ihren Wohnsitz nahmen. Mit dem Tod von Karl Alexander von Bismarck (1727–1797) kam das Gut in den Besitz seines Sohnes Ernst von Bismarck-Schönhausen (1763–1820), einem Onkel des Reichskanzlers Otto von Bismarck und Bruder von Friedrich Adolf Ludwig von Bismarck. Ernst von Bismarck-Schönhausen vererbte das Gut an seinen Sohn Theodor von Bismarck-Bohlen (1790–1873), der es wiederum an seinen jüngsten Sohn Karl von Bismarck-Bohlen (1832–1878) vererbte. Nachdem dieser 1878 gestorben war, verkaufte sein älterer Bruder Friedrich Alexander von Bismarck-Bohlen das Gut 1891, nach anderer Quelle 1893, an Rittmeister Paul Faber. Um 1909 erwarb es die Familie Reckleben von der Familie Faber, die es 1945 im Zuge der Bodenreform verlor. Das enteignete Gut wurde 1950 in ein Volkseigenes Gut (VEG) überführt, das 1951 zum VEG Schönfeld und 1953 zum VEG Groß Möringen kam. 1956 wurde es ein Saatzuchthauptgut. In Jahren bis zur Wende wurde in Uenglingen Saatzucht betrieben, zuletzt vom VEB Saatzucht und Handelsbetrieb Haldensleben, der den Betriebssitz 1988 nach Wittenmoor verlegte.
Das Herrenhaus wurden im Jahr 1800 erbaut und ist ein zweistöckiges Putzgebäude mit Walmdach.
Am 30. September 1928 wurde der Gutsbezirk Uenglingen mit der Landgemeinde Uenglingen vereinigt.

### Einwohnerentwicklung
| Jahr           | 1790 | 1798 | 1871 | 1885 | 1905 | 1910 |
| Gut Uenglingen | 18   | 17   | 98   | 80   | 143  | 122  |